# Bistriza (Sofia)
Bistritza (bulgarisch: Бистрица, auch als Bistritsa oder Bistrica transkribiert) ist ein großes Dorf in der Gemeinde Pantscharewo, 15 km südlich der Hauptstadt Sofia gelegen. Mit Stand von 2019 hat es 5118 Einwohner.

## Geschichte
Bistritza ist eines der ältesten Dörfer in der Umgebung von Witoscha. Sein Name wurde in Karten des Zweiten Bulgarischen Reiches als Festung eingezeichnet. Es gibt ein mittelalterliches Kloster, das 1393–1396 von der Armee der Ottomanen zerstört wurde. Zwischen 1936 und 1946 wurde die Kirche des Klosters wieder aufgebaut. Bei diesen Arbeiten wurde ein mittelalterliches Grab gefunden. Es war ausgeraubt worden, und der einzige Fund war eine Kupfermünze von Kaiser Iwan Schischman (1371–1395).
In Bistriza gibt es eine Tschitalischte mit dem Namen „St. Zar Boris“ aus dem Jahr 1909.

## Bistritsa Babi
Bistriza ist die Heimat eines traditionellen Folklore-Ensembles, der Bistritsa Babi (Großmütter aus Bistriza), das aus Frauen mehrerer Generationen besteht. Ihre Darbietungen in traditioneller Tracht bauen auf alter Folklore auf und bestehen aus zwei- oder dreistimmigem diatonischem Gesang und einem Reihentanz. Zu ihren Gebräuchen gehört auch Lazarouvane, eine rituelle Initiationszeremonie für junge Frauen.
Bistritsa Babi, archaische Polyphonie, Tänze und Rituale aus der Region Shoplouk wurde 2008 von der UNESCO in die Repräsentative Liste des immateriellen Kulturerbes der Menschheit aufgenommen.

## Persönlichkeiten
- Wassilena Amsina (1942–2017), bulgarische Leichtathletin